# 鲁谢尔·克莱顿
鲁谢尔·克莱顿（英語：Rushell Clayton，1992年10月18日—），牙买加女子田径运动员，2019年泛美运动会女子400米栏铜牌得主、2019年世界田径锦标赛女子400米栏铜牌得主、2023年世界田径锦标赛女子400米栏铜牌得主。